# Tomka vonná
Tomka vonná (Anthoxanthum odoratum) je druh aromatické trávy, tedy rostliny z čeledi lipnicovitých. Vyskytuje se hojně i v české přírodě.

## Popis

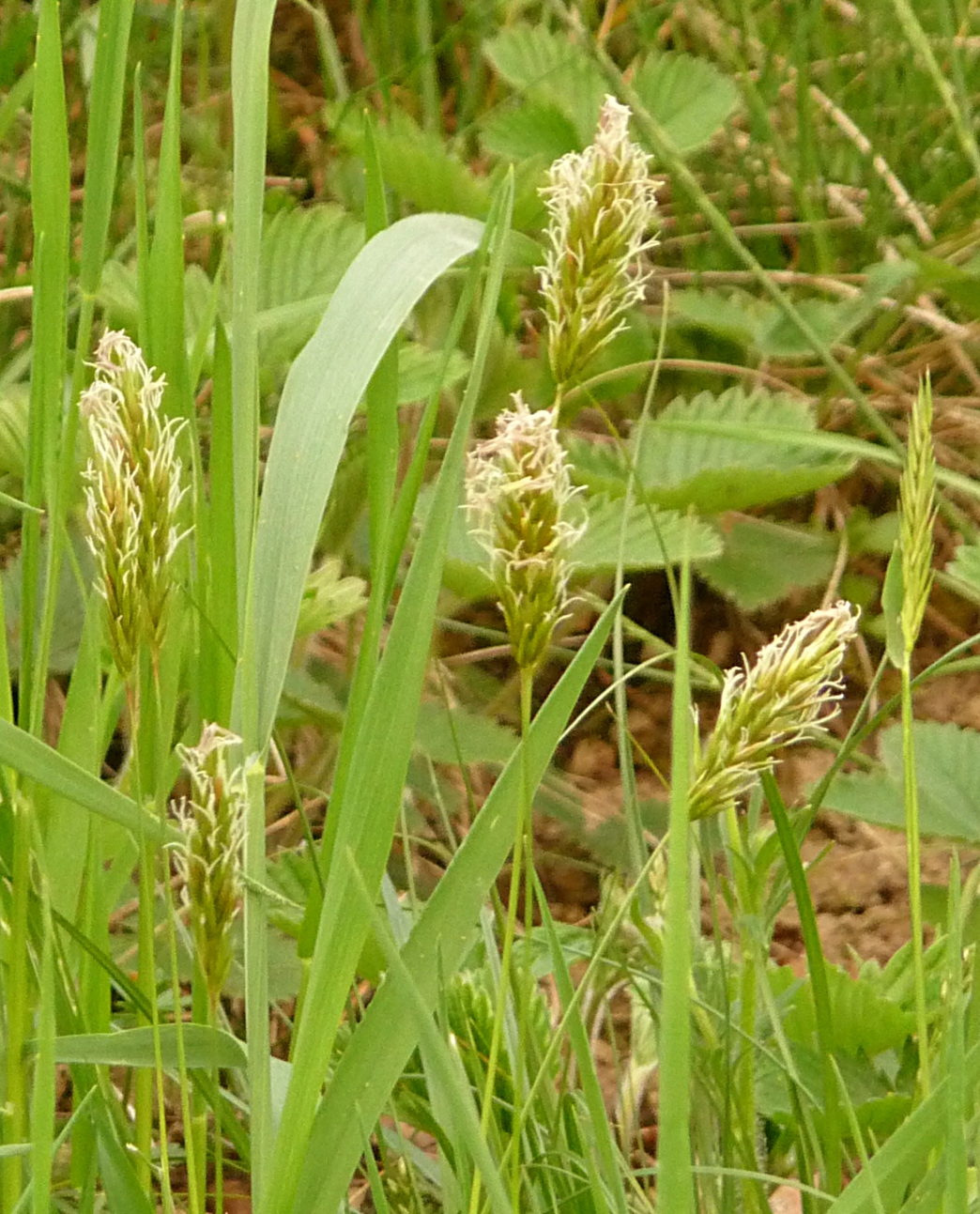
Bližší záběr na květenství

Vytrvalá, volně trsnatá tráva, se stébly vysokými 15–50 cm, přímými, nevětvenými. Listy jsou ploché, na konci dlouze zašpičatělé, zhruba 4–8 mm široké a až 15 cm dlouhé, s 1–5 mm dlouhým, tupě uťatým jazýčkem a znatelnými oušky, na bázi čepele zřetelně brvité a alespoň na horní straně řídce chlupaté. Rostlina obsahuje alkaloid kumarin, po kterém ve zvadlém či suchém stavu (méně v čerstvém) výrazně a charakteristicky voní a který dodává nahořklou vůni a chuť jejímu senu.

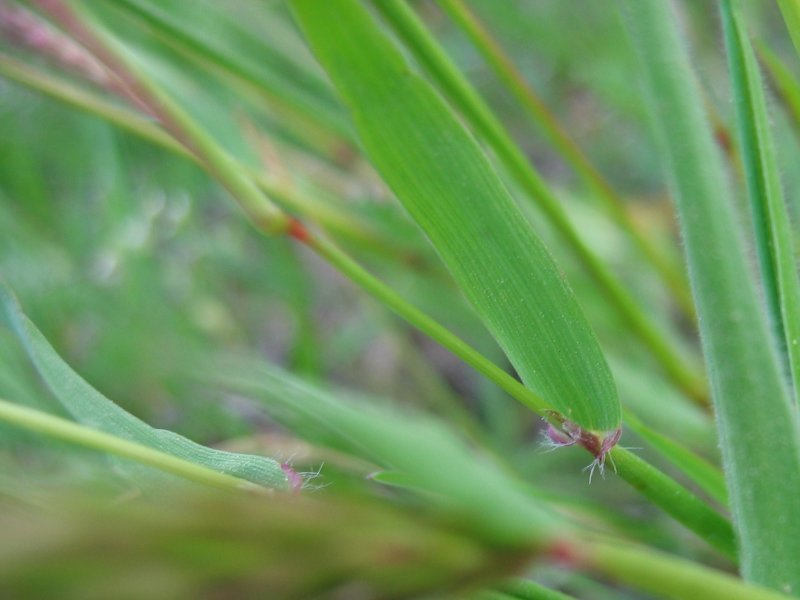
Brvitá báze listu, ouška a jazýček

Květenstvím je 1–6–10 cm dlouhá stažená lata až lichoklas klásků zelené nebo purpurové barvy, pluchy jsou opatřeny zahnutými osinami. V klásku jsou spodní dva květy jalové, jeden vrchní pak fertilní (plodný). Tyčinky jsou dvě, stejně jako čnělky. Rostlina vykvétá počátkem plného jara, zhruba do dubna či května do června. Její pyl patří v této době k významným alergenům. Plodem je hnědá špičatá obilka s lesklým povrchem.
Cytologicky se jedná o tetraploidní druh, s počtem chromozomů 2n = 4x = 20.

## Ekologie a rozšíření
Jde o rostlinu spíše světlomilnou, rostoucí na mírně čerstvě vlhkých místech a na půdách živinami pouze průměrně bohatých či chudších a zpravidla kyselejších. V České republice je nejhojnější v subalpínských a horských acidofilních trávnících, roste ale též ve většině lučních a travinných porostů na celém území od nížin po horský stupeň, pouze v nejvyšších partiích sudetských pohoří (Krkonoše, Orlické hory, Jeseníky) je střídána blízce příbuznou a velmi podobnou, avšak diploidní tomkou alpskou (Anthoxanthum alpinum). Dále vyrůstá na pastvinách, v podhorských smilkových trávnících, na kyselých písčinách, ve vřesovištích a slatiništích, vzácně též ve světlejších lesích. Celkový areál druhu zahrnuje celou Evropu, západní a Střední Asii, Mongolsko, severní Afriku a ostrovy Makaronésie. Krom toho je zdomácnělým druhem na většině ostatních kontinentů, například v USA, Latinské Americe, jižní Africe, na Madagaskaru nebo v Austrálii a na Novém Zélandu.

## Význam
Je součástí osevních směsí pro extenzivní krajinné trávníky a květnaté louky. Patří mezi nejranější travní druhy. Dobytek na pastvinách pro její aroma a hořkou chuť spásá obvykle jenom nejmladší listy. Pro intenzivní agrikulturní pěstování dává také příliš malý výnos. Někdy bývá využívána pro ochucení nápojů nebo šňupacího tabáku, případně do aromatických bylinkových sáčků.